# Стенешть (Горж)
Стенешть, Стенешті (рум. Stănești) — село у повіті Горж в Румунії. Входить до складу комуни Стенешть. Населення становить 713 осіб, станом на 2002 рік
Село розташоване на відстані 237 км на захід від Бухареста, 9 км на північ від Тиргу-Жіу, 98 км на північний захід від Крайови.

## Населення
За даними перепису населення 2002 року у селі проживали 713 осіб, з них 712 осіб (99,9%) румунів. Рідною мовою 712 осіб (99,9%) назвали румунську.